# Henrik Dagård
Henrik Dagård (Suecia, 7 de agosto de 1969) es un atleta sueco retirado especializado en la prueba de decatlón, en la que ha conseguido ser subcampeón europeo en 1994.

## Carrera deportiva
En el Campeonato Europeo de Atletismo de 1994 ganó la medalla de plata en la competición de decatlón, consiguiendo 8362 puntos, por detrás del francés Alain Blondel y superando al ucraniano Lev Lobodin (bronce).